# 柏倉町 (栃木市)
柏倉町（かしわぐらまち）は、栃木県栃木市の地名。郵便番号は328-0066。
　

## 地理
皆川地区西部に位置し、東は宮町・皆川城内町、西は佐野市会沢町・佐野市長坂町・佐野市中町、南は小野口町・岩舟町小野寺、北は尻内町・千塚町と接している。

## 世帯数と人口
2017年（平成29年）8月31日現在の世帯数と人口は以下の通りである。
| 町丁   | 世帯数  | 人口  |
| ------ | ------- | ----- |
| 柏倉町 | 129世帯 | 415人 |

## 施設
温泉
- 柏倉温泉

寺社
- 成就院
- 浅間神社

## 交通

### 道路
一般県道
- 栃木県道126号栃木田沼線
- 栃木県道210号柏倉葛生線

## 小・中学校の学区
市立小・中学校に通う場合、学区は以下の通りとなる。
| 番地 | 小学校                 | 中学校             |
| ---- | ---------------------- | ------------------ |
| 全域 | 栃木市立皆川城東小学校 | 栃木市立皆川中学校 |